# Klintmalmätare
Klintmalmätare (Eupithecia centaureata) är en fjärilsart som beskrevs av Ignaz Schiffermüller 1775. Klintmalmätare ingår i släktet Eupithecia, och familjen mätare. Arten är reproducerande i Sverige. Inga underarter finns listade.
Vingspannet är 18-23 millimeter. Den flyger i skymningen och finns i så gott som hela Europa. Larven lever på olika örter, till exempel rölleka och stånds. Fjärilen övervintrar som puppa.

## Bildgalleri

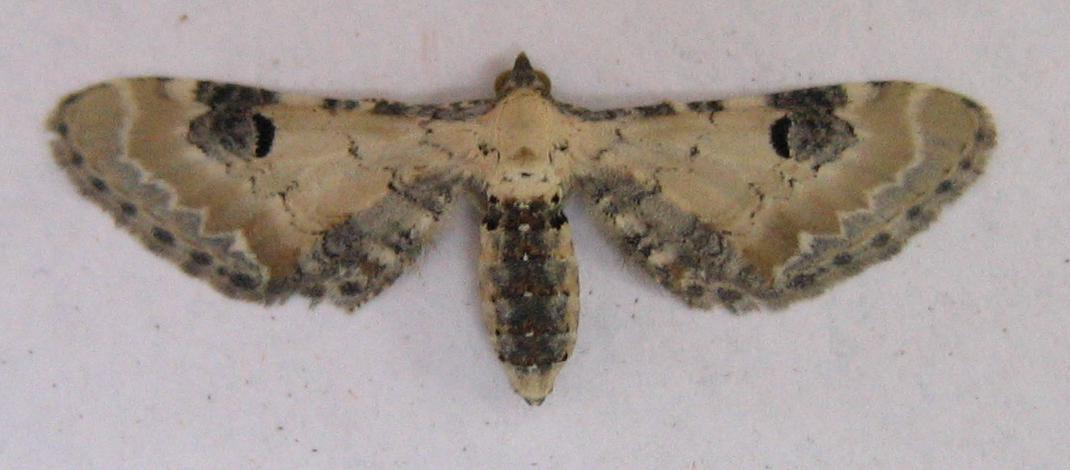
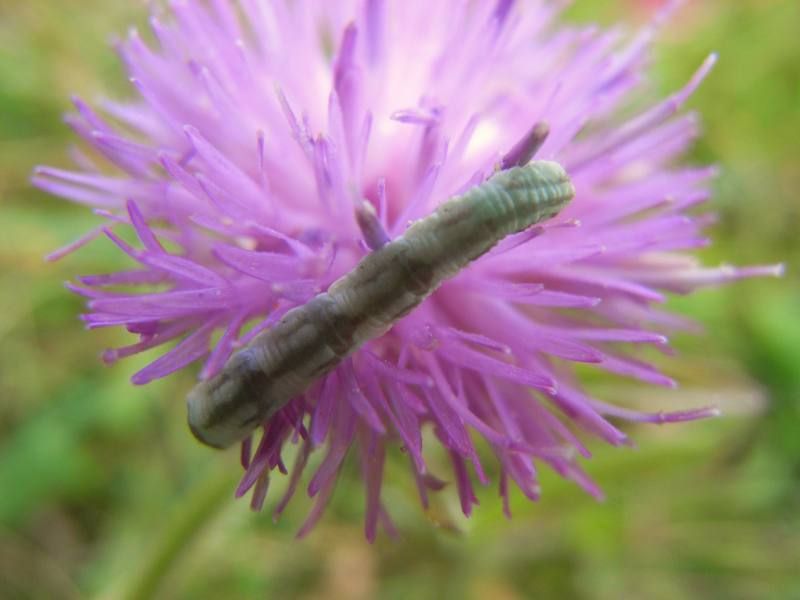